# 岐阜県立土岐商業高等学校土岐南分校
岐阜県立土岐商業高等学校土岐南分校（ぎふけんりつときしょうぎょうこうとうがっこうときみなみぶんこう）とは、かつて岐阜県土岐市にあった公立の定時制高等学校の分校。

## 概要
岐阜県立土岐商業高等学校の夜間定時制の分校であった。県立高等学校の分校であったが、設置者は土岐市であった。
1962年（昭和37年）、土岐市立土岐高等学校の新設により廃校。生徒は土岐高等学校の定時制に移った。
跡地は下石小学校と土岐紅陵高等学校の校地の一部となっている。

## 沿革
- 1949年（昭和24年）9月1日 - 下石町と妻木町で学校組合を結成。下石町に土岐郡中央高等学校の分校として岐阜県土岐郡下石町妻木町ニか町学校組合立土岐郡中央高等学校下石分校が開校。校舎は下石中学校の校舎の一部を使用。
- 1951年（昭和26年）3月31日 - 岐阜県土岐郡下石町妻木町二か町学校組合立土岐郡中央高等学校陶南分校に改称する。
- 1958年（昭和28年）3月31日 - 本校の土岐郡中央高等学校が廃校。陶南分校は土岐商業高等学校に引き継がれ、岐阜県立土岐商業高等学校陶南分校に改称する。
- 1955年（昭和30年）2月1日 - 肥田村、泉町、土岐津町、駄知町、下石町、妻木町、鶴里村、曽木村と合併し土岐市が発足。同時に設置者は土岐市に変更される。
- 1960年（昭和35年）3月 - 土岐商業高等学校駄知分校を統合する。同時に岐阜県立土岐商業高等学校土岐南分校に改称する。
- 1962年（昭和37年）3月 - 土岐市立土岐高等学校の新設により廃校。生徒は土岐高等学校の定時制に移る。

## その他
岐阜県立土岐商業高等学校土岐南分校に由来する土岐高等学校の定時制は、1976年（昭和51年）に募集を停止している。定時制のみを考えると、土岐紅陵高等学校の開校は土岐高等学校の開校年の1962年（昭和37年）では無く、土岐郡中央高等学校下石分校の開校年の1949年（昭和24年）とも解釈できる。